# Förhoppning
Förhoppning eller förväntan är en tro baserad på känslor istället för sannolikheter på att en utveckling som förknippas med glädje eller som upplevs som önskvärd kommer att realiseras.
George Eman Vaillant betraktade förväntan som "en av de mogna sätten att hantera verklig stress." Han hävdade att man minskar stressen inför en svår utmaning genom att förutse hur det kommer att se ut och hur man kommer att hantera det.